# Asadollah Alam
Pour les articles homonymes, voir Alam.
Asadollah Alam (en persan : اسدالله علم), né le 1er avril 1919 à Birdjand et mort le 14 avril 1978 à New York, est un homme politique iranien. Proche du chah Mohammad Reza Pahlavi, il est Premier ministre d'Iran du 19 juillet 1962 au 7 mars 1964. Durant son mandat, il est l'un des principaux superviseurs de la révolution blanche lancée par le chah début 1963, et, face à la réaction d'une partie du clergé, mate une manifestation de sympathisants de Khomeini en juin 1963. Après avoir quitté la direction du gouvernement, il devient chancelier de l'université Pahlavi de 1964 à 1966. Occupant d'autres postes, il reste l'un des -si ce n'est le- plus proche(s) des amis du chah, restant une dizaine d'années ministre de la Cour. Atteint d'un cancer, la maladie de Waldenström, le même que celui qui emportera le chah en 1980, il démissionne de ses fonctions en août 1977 et meurt huit mois plus tard dans un hôpital new-yorkais.

## Biographie
Amir Assadollah Alam est né le 1er avril 1919 à Birdjand. Certaines sources le font naître le 24 juillet 1919. Le titre « Amir » (également translitéré « Emir ») vient de l'arabe pour désigner le régent ou le gouverneur. Le nom Alam signifie « bannière » ou « drapeau » en arabe. Son père Ebrahim Alam Shokat ol-Molk est alors un des hommes les plus riches de la Perse, habitant dans une maison aux normes européennes, possédant un court de tennis, jouant le soir au pont ou aux échecs, et faisant élever son fils unique, Assadollah, par un précepteur privé. Il fréquente une école britannique en Iran et après avoir achevé ses études, il voyage avec son père à Téhéran où il rencontre pour la première fois Reza Chah. Ce dernier dirige Alam, plutôt que vers des études en Europe, vers l'université de Karaj, où il obtient un diplôme universitaire en agriculture. Assadollah épouse en 1939, sur ordre de l'empereur, la fille de Qavam Al-Molk Shirazi, Malktadj, membre de la puissante famille Ghavam, apparentée aux Qadjars ; Reza Chah maria en outre sa fille Ashraf à Ali Qavam, fils également de Qavam Al-Molk Shirazi. Asadollah n'avait vu sa future femme que deux fois avant leur mariage.

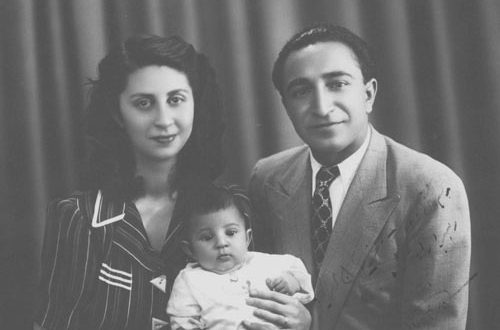
Malek Tadj et Amir Assadollah Alam après la naissance de leur fille Roudabeh, dans les années 1940.

Après le mariage, Alam et sa femme sont régulièrement invités à des réceptions à la cour des Pahlavi. Au cours de ces réceptions, Alam devient ami avec le prince héritier Mohammad Reza Pahlavi, une amitié qui durera toute une vie.
En 1941, Alam est diplômé de l'École d'agriculture et revient avec sa jeune femme à Birdjand. Le père d'Alam, Shokat al-Molk, était à ce temps gouverneur de la province du Sistan et Baluchestan et ministre des Postes et des Télégraphes dans le cabinet du Premier ministre Mohammad Ali Foroughi.
Après la mort de son père en 1944, Assadollah Alam reprend, sous la direction du Premier ministre Ahmad Ghavam, à l'âge de 23 ans, le gouvernement du Sistan-et-Baloutchistan. En 1946, après la démission de Ghavam, il devient brièvement ministre de l'agriculture en 1950 dans le gouvernement de Mohammad Saed, puis ministre de l'intérieur peu après. Ainsi, Alam devient le plus jeune ministre de l'histoire iranienne récente.

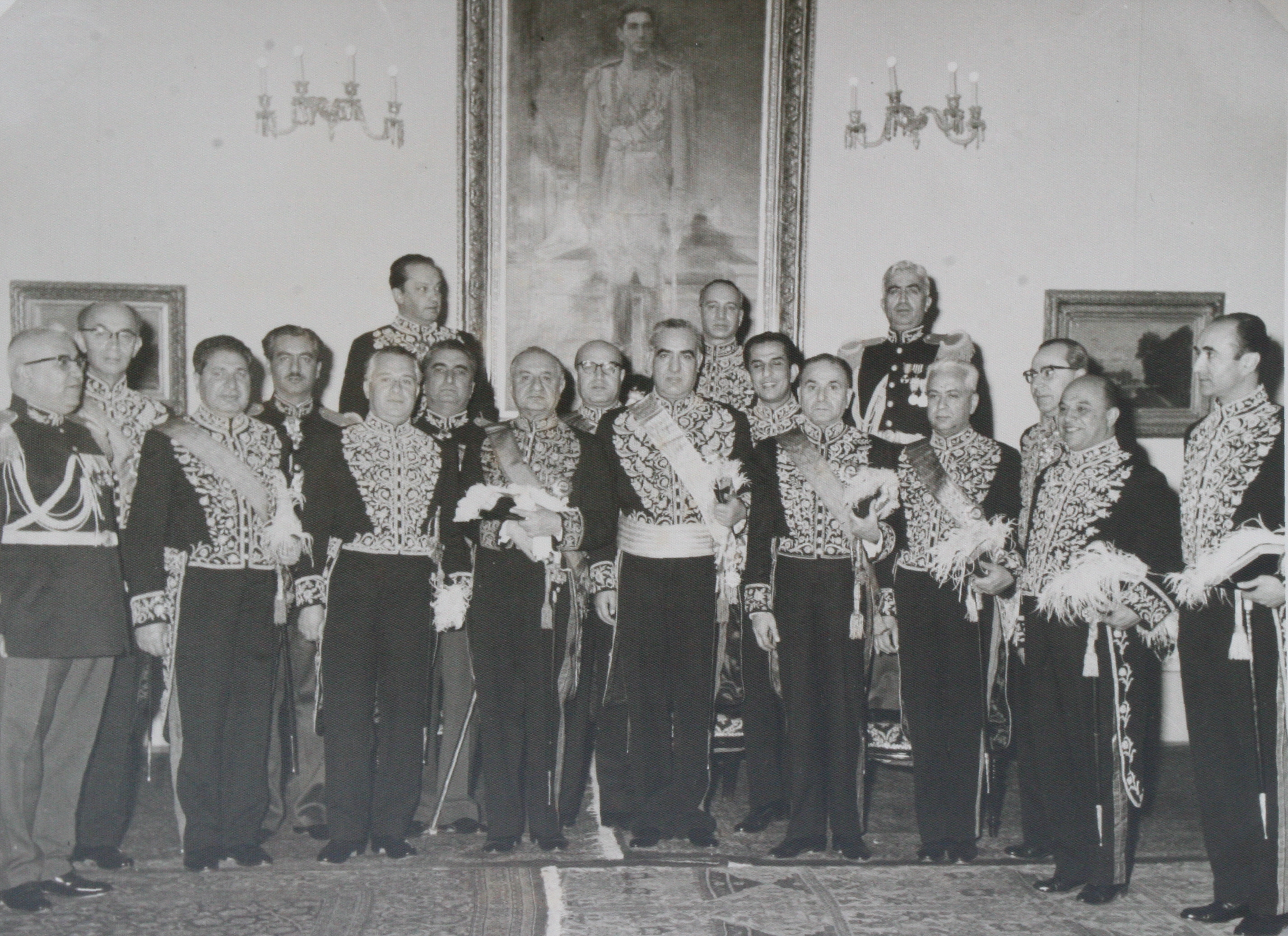
Amir Assadollah Alam au sein du cabinet de Manouchehr Eghbal, en 1957 : il est à l'extrême-droite

En 1952, Alam est chargé par Mohammad Reza Chah de la gestion des vastes terres des Pahlavi. Pendant la période du gouvernement Mossadegh, Alam doit céder son passeport pour assurer le premier Ministre qu'il ne quittera pas le pays. De nombreux amis des Pahlavi avaient déjà été arrêtés. Cependant, Alam n'est que poussé par Mossadegh à quitter Téhéran et à revenir à Birdjand. Président de l'université Pahlavi de Chiraz entre 1950 et 1962, il occupe également différents postes au sein du gouvernement entre 1953 et 1962.
Après le renversement de Mossadegh, Alam revient à Téhéran et devient l'un des conseillers les plus proches de Mohammad Reza Pahlavi. En 1957, lorsque le Shah décide d'instaurer un système bipartite inspiré du modèle américain, Alam est chargé d'établir le Parti Mardom (Parti du Peuple). Ce parti aura pour but de fusionner les différentes forces de l'opposition. Ainsi, Alam rencontrera régulièrement Khalil Maleki, chef des sociaux-démocrates en Iran. En 1961 Alam organise également des réunions avec les dirigeants du Front national . 
À la naissance du prince héritier Cyrus Reza Pahlavi, Alam suggère au dirigeant du Front national Alahyar Saleh d'en être le mentor, ce que refusera Saleh. Toutes les discussions, les négociations et les tentatives pour parvenir à un rapprochement entre le Shah et les partis d'opposition après la chute de Mossadegh échourent. 

### Premier ministre

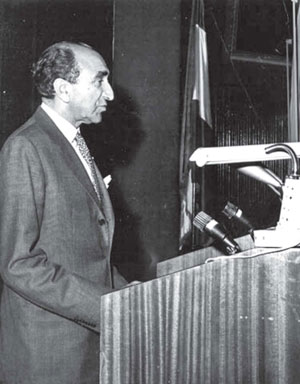
Alam en campagne pour les élections législatives de 1961

Après le retour de Mohammad Reza Chah de son voyage aux États-Unis, où il avait rencontré le Président Kennedy -et discuté avec lui d'un vaste programme de réformes pour l'Iran-, Alam devient Premier ministre le 19 juillet 1962 en remplacement d'Ali Amini, peu apprécié par le chah qui le considérait comme le valet de Washington, ce dont il s'ouvrit à plusieurs reprises à Alam.

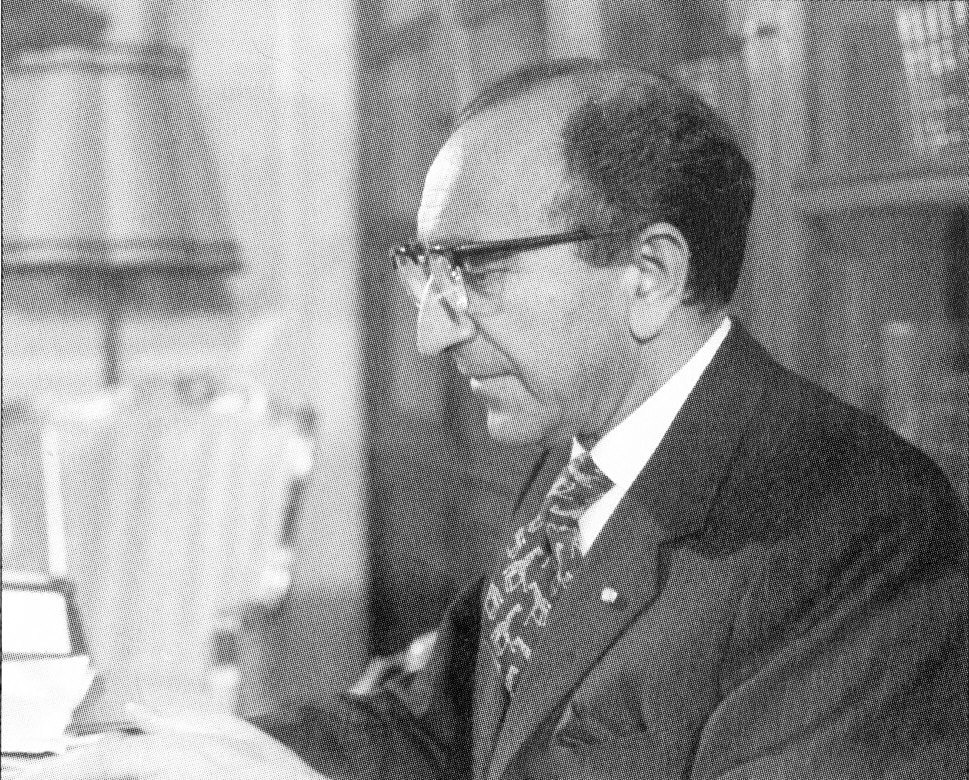
Le Premier ministre Asadollah Alam

Le mandat d'Asadollah Alam peut être considérée comme historique pour plusieurs raisons. Tout d' abord, il met en œuvre les réformes qui avaient déjà été entamées sous son prédécesseur le Premier ministre Ali Amini. Les réformes d'Amini, y compris la réforme agraire qui visait une amélioration radicale des conditions de vie en Iran. Alam, lui, voulait plus. Il voulait non seulement l'amélioration économique mais les réformes sociales qui feraient de l'Iran un État constitutionnel moderne. La première étape dans cette marche à suivre était la réforme électorale. Le droit de vote en Iran n'avait pas changé depuis l'époque de la révolution constitutionnelle. En vertu de la nouvelle loi électorale, les femmes iraniennes obtenaient le droit de vote. Pour la première fois, la femme iranienne pouvait élire les députés à l'Assemblée et y être élue. Un autre changement important concernait la situation des minorités religieuses. La loi électorale fonctionnait jusqu'alors selon un système d'appartenance religieuses. Selon la constitution, les minorités religieuses juives, chrétiennes et zoroastriennes choisissaient leurs propres représentants. Cependant, elles ne pouvaient pas accéder à des postes ministériels dans un gouvernement. Cette restriction fut également supprimée. Tous les iraniens (majeurs civilement) devenaient électeurs et éligibles. En outre, la réforme électorale opérait un changement révolutionnaire dans la cérémonie d'assermentation inaugurant une fonction publique. Jusqu'alors, on devait prêter serment sur le Coran, seul livre saint acceptable. Dorénavant, les nouveaux élus étaient amenés à prêter serment « sur leur propre livre sacré », l'appartenance religieuse déterminant le choix du livre saint. hommes et femmes et abstraction faite de leur appartenance religieuse n'était pas à plaire au clergé islamique, C'était une véritable déclaration de guerre. Un homme, jusque-là inconnu du grand public, bientôt célèbre, l'ayatollah Khomeini devint le porte-parole des forces de l'opposition spirituelle. Des manifestations qui conduisirent à des émeutes violentes furent organisées par les partisans du clergé. Le point culminant des émeutes vint des groupes d'opposition de gauche le 3 juin, 1963 : les partisans de Mossadegh et le Front national entrèrent, pour quelque raison que ce soit, en solidarité avec le clergé. Plus de 10 000 manifestants défilèrent dans les rues de Téhéran. Alam appela l'armée pour rétablir l'ordre en appliquant la loi martiale après avoir été en mesure de quitter le siège du gouvernement en véhicule blindé. Pour la première fois depuis la Seconde Guerre mondiale, l'état d'urgence fut décrété à Téhéran. Les troupes défilèrent dans les rues, et tirèrent sur des manifestants. Des milliers furent blessés selon l'opposition religieuse, Mais, dans ses mémoires, Alan estime le nombre de morts à une vingtaine de personnes; d'autres sources parlent de 80 à 90 morts. Les règles relatives à la prestation de serment furent supprimés de la loi électorale. Cependant, sur la question du suffrage universel pour les femmes, Alam resta catégorique.
Les dirigeants de la république islamique d'Iran déclarent aujourd'hui que le soulèvement contre la réforme électorale d'Alam en juin 1963 constituait le début de la révolution islamique. Alam gagna en effet la bataille concernant la réforme électorale, mais son destin politique en tant que premier ministre fut scellé. Mis en minorité au Parlement à la suite des élections de 1963 qui virent majoritaires les candidats du Parti du Nouvel Iran حزب ایران نوین d'Hassan Ali Mansour, Alam démissionna le 7 mars 1964.

### Carrière universitaire
Dix jours après sa démission, Alam devint chancelier de l'université Pahlavi de Shiraz (maintenant l'université de Chiraz ), l'un des prestigieux projets de Mohammad Reza Pahlavi qui voulait en faire la première université du pays. Cela était lié à la fondation de l'université de Téhéran par son père Reza Chah. Cette université de Chiraz fut la seconde en Iran à recevoir une dimension internationale. Mohammad Reza Chah fournit alors également des ressources importantes pour promouvoir le développement de cette université sous Alam.

### Ministre de la Cour

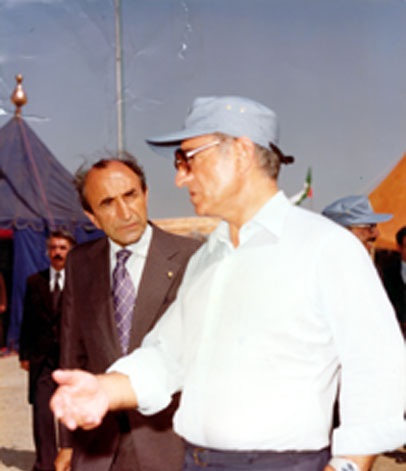
Amir Assadollah Alam et Mohammad Reza Chah Pahlavi.

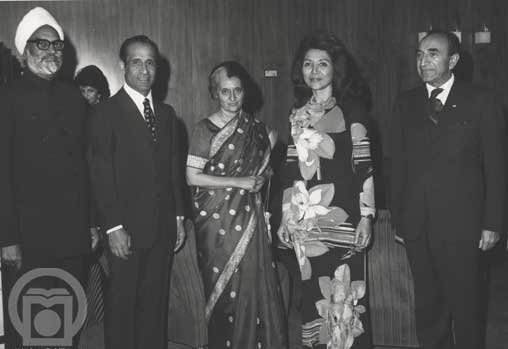
Mohammad Amir Khatami, Fatimah Pahlavi et Asadollah Alam accueillant Indira Gandhi et Sardar Swaran Singh lors de leur visite en Iran

À partir de février 1967, Alam devient ministre de la Cour royale et supervise à ce titre les cérémonies du couronnement du chah en octobre 1967, puis celles célébrant le 2500e anniversaire de la fondation de l'empire Perse en octobre 1971 à Persépolis. Pendant un peu plus de dix ans, Alam reste le conseiller par excellence du chah, le plus proche, étant aussi son ami le plus proche. Il est une véritable éminence grise pendant cette période, certains ayant écrit que s'il avait toujours été là, en 1978, la révolution aurait pu être évitée. Par conséquent, Alam est devenu le canal par lequel passent la plupart des affaires quotidiennes du pays. Les mémoires d'Alam, publiés à titre posthume, sont des documents exceptionnellement détaillés sur la vie et les actes du chah perçus par un initié.

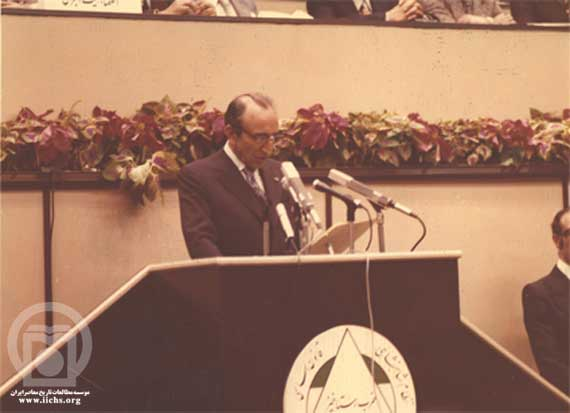
Alam discourant lors d'un congrès du Rastakhiz

Comme énoncé par Alam dans ses mémoires, il est, en 1972 :
1. Directeur du sanctuaire d'imam Reza à Mashad, soit lAstan-e Qods Razavi
2. Inspecteur du Shah pour toutes les universités
3. Président du conseil d'administration de l'université Pahlavi
4. Président du conseil d'administration de l'université Aryamehr
5. Président du conseil d'administration de l'école Pars pour l'enseignement supérieur (Madreseye Aalyi-e Pars)
6. Liaison spéciale du chah avec les ambassadeurs étrangers (pour des questions trop confidentielles sans passer par le ministère des Affaires étrangères)
7. Chef du conseil d'administration de l'université de Machhad
8. Indispensable membre du conseil d'administration de l'université de Téhéran
9. Indispensable membre du conseil d'administration de l'université de Tabriz
10. Président de l'Institut royal du sport équestre (le prince héritier Reza Pahlavi en était le chef d'honneur)
11. Président de l'institut royal des maisons de culture rurale (le prince héritier Reza Pahlavi en était le chef d'honneur)
12. Président du Comité national des scouts
13. Chef du Foyer du travail « Kaanun-e Kaar » (Institut du travail)
14. Vice-président de l'Organisation impériale des services sociaux (la princesse Ashraf Pahlavi en était à la tête)
15. Vice-président de la Société du Lion-et-Soleil Rouge (la princesse Shams Pahlavi en était à la tête)
16. Président du Conseil pour le soutien aux mères et aux nourrissons
17. Vice-président du Kaanun-e Parvaresh-e Fekri-e Kudakaan va nojavaanaan (Institut pour le développement intellectuel des enfants et des adolescents). L'impératrice Farah Pahlavi en était à la tête)
18. Chef direct de la Légion du service à l'humanité
19. Responsable du projet de construction dans l'île de Kish
20. Chef du conseil d'administration de la Fondation Pahlavi
21. Vice-président de la Fondation de la culture iranienne (pour la recherche et la publication de textes persans classiques)
22. Responsable des affaires personnelles et monétaires du shah
23. Ministre de la Cour.
24. Chargé de coopération dans l'établissement de l'université de Birdjand

Du reste, il est aussi très impliqué dans la gestion des affaires extra-conjugales du chah lui-même, après un certain refroidissement des relations du couple impérial au début des années 1970. Une aventure trop ébruitée du chah avec l'une de ses maîtresses se termina en un rapprochement du roi et de la reine. Cependant, les aventures ne cessèrent pas, du moins pas pour Alam, que la chahbanou Farah ne porta jamais dans son cœur.

### Maladie et mort

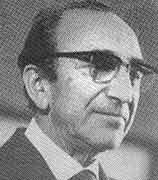
Amir Asadollah Alam

Diagnostiqué, à la fin des années 1960, d'un cancer rare du sang : la maladie de Waldenström, Alam ne connaîtra jamais la nature exacte de sa maladie et n'en fut informé sous les termes déguisés de « déséquilibre dans les cellules sanguines ».' Le 17 juillet 1977, Alam effectue sa dernière apparition publique avec Mohammad Reza Chah. Son état s'étant aggravé, il décide de démissionner, estimant, selon certains, qu'il vaut mieux que le gouvernement soit constitué d'hommes en bonne santé. Selon d'autres, se faisant soigner depuis plus d'un mois hors du pays (en France?), c'est le chah qui lui téléphone pour lui demander de démissionner. Fin juillet, il part se faire soigner aux États-Unis.
Le 13 avril 1978, Amir Assadollah Alam meurt à l'hôpital universitaire de New York, à l'âge de 59 (ou 58) ans. Ce n'est que bien après que seront publiées ses mémoires, documents exceptionnellement détaillés sur la vie et les actes du chah de 1966 à 1977.

## Publications
- Yves Bomati et Houchang Nahavandi : Mohammad Réza Pahlavi, le dernier shah - 1919-1980, éditions Perrin 2013,  (ISBN 2262035873)
- (en) The Shah and I: The Confidential Diary of Iran's Royal Court, 1969-1977 Asadollah Alam - Préfacé et édité par Alinaghi Alikhani I.B. Tauris & Co. Ltd. - 1991  (ISBN 1-85043-340-2)
- (en) The Diaries of Assadollah Alam par Assadollah Alam, Alinaghi Alikhani (1992)  (ISBN 0936347570)
- (en) Iran in the last 3 Centuries par Alireza Avsati. Téhéran, 2003. Vol1  (ISBN 964-93406-6-1) et Vol2  (ISBN 964-93406-5-3)